# Samuli Miettinen
Samuli Miettinen var den første bassist for det finske metalband Children of Bodom fra dengang de stadig hed "Inearthed". Han kom som den første musiker med i bandet kort til efter det blev dannet af Alexi Laiho og Jaska Raatikainen i 1993.
Miettinen spillede bas på bandets første demoplade, Implosion Of Heaven, og stod nævnt som bassist på deres anden demoplade, Ubiguitous Absence of Remission, selvom det reelt set var Laiho som spillede bassen, da Miettinen forberedte sig på at flytte til USA med sin familie.
Samuli Miettinen skrev teksten til alle bandets sange på Implosion Of Heaven og Ubiquitous Absence Of Remission, samt teksten til nummeret "Homeland" fra den tredje demo, Shining, som først blev udsendt efter han forlod bandet i 1995.